# Royal College of Music

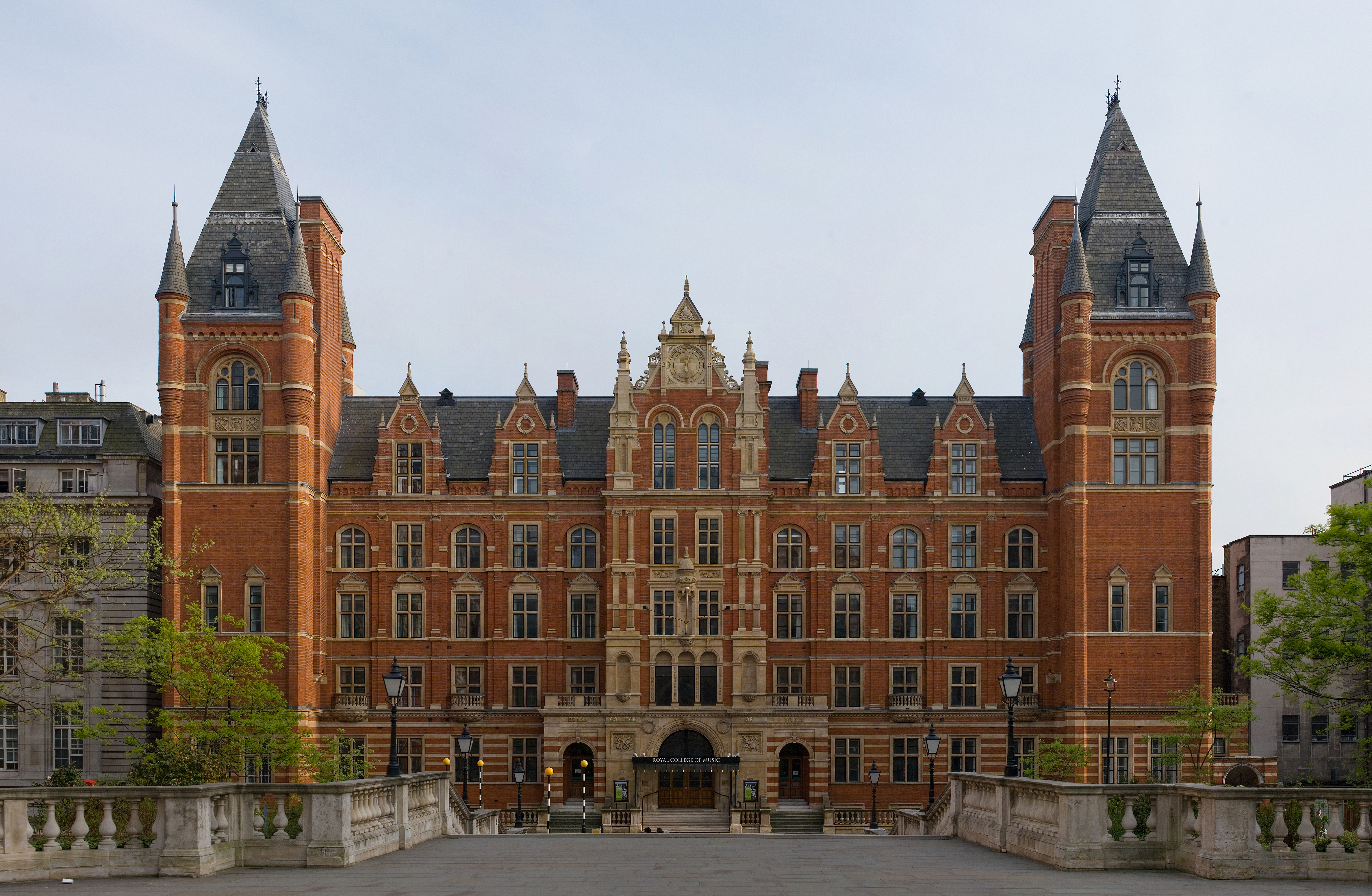
Royal College of Music

Het Royal College of Music in Londen is een van de voornaamste instituten van het Westerse muziekonderwijs. Het is in de Londense wijk Kensington gevestigd. Dit conservatorium is opgericht in 1882 door de toenmalige Prince of Wales, de latere koning Eduard VII, als voortzetting van de National Training School for Music.
Het Royal College of Music is sedert 1894 gevestigd in een monumentaal gebouw naast de Royal Albert Hall in Londen. Deze instelling dient men niet te verwarren met de Royal Academy of Music.
Naast de muziekschool bevat het gebouw ook een museum van muziekinstrumenten.
Enkele befaamde studenten van het R.C.M.:
- Ralph Vaughan Williams
- Gustav Holst
- Leopold Stokowski
- Benjamin Britten
- Neville Marriner
- Joan Sutherland
- Rick Wakeman
- Colin Davis
- James Galway
- David Garrett
- Andrew Lloyd Webber
- David Willcocks
- James Horner
- Matthew Coleman
- Sona Jobarteh

Enkele befaamde leraren/experts van het R.C.M.:
- Gary Cooper als fortepianokenner